# Leuchtfische
Die Leuchtfische (Phosichthyidae) sind eine ehe Familie von Tiefseefischen, die seit Anfang 2025 nicht mehr als gültig angesehen und mit der Familie Stomiidae synonymisiert wurde.
Leuchtfische sind im Atlantik, im Pazifik und im Indischen Ozean verbreitet. Neben der Borstenmäulergattung Cyclothone gilt die Leuchtfischgattung Vinciguerria als eine der individuenreichsten Wirbeltiergattungen der Welt.

## Merkmale
Leuchtfische werden 4,5 bis 30 Zentimeter lang und haben meistens den schlanken Körper ihrer Verwandten, der Borstenmäuler (Gonostomatidae). An der Unterseite des Körpers befinden sich Leuchtorgane. Sowohl Jung- als auch Alttiere haben gut entwickelte Kiemenreusen. Ihre Rückenflosse wird von 10 bis 16, die Afterflosse von 12 bis 33 Flossenstrahlen gestützt. Alle Leuchtfische, bis auf die Gattung Yarrella, haben eine Fettflosse. Eine Bartel am Unterkiefer, wie sie bei vielen anderen Maulstachlern vorhanden ist, fehlt bei den Leuchtfischen.

## Systematik
Die Familie Phosichthyidae wurde 1974 durch den US-amerikanischen Ichthyologen Stanley H. Weitzman eingeführt, dabei wurden jedoch keine morphologischen Apomorphien angegeben. In nachfolgenden morphologischen Untersuchungen stellte sich die Familie als Paraphylum heraus. Die Schwesterart von Pollichthys, der monotypischen Typusgattung der Phosichthyidae, ist die zwei Arten umfassende Gattung Woodsia. Die von den drei Arten gebildete Klade ist die Schwestergruppe der Stomiidae. Die übrigen derzeit in die Familie Phosichthyidae gestellten Gattungen bilden sukzessiv die Schwestergruppen zu den Phosichthyidae i. e. S. und den Stomiidae. Anfang 2025 wurde die Familie Phosichthyidae mit den Stomiidae synonymisiert und alle Gattungen der Leuchtfische wurden zu den Stomiidae verschoben.
Zu den Leuchtfischen gehörten die folgenden Gattungen:
- Phosichthys
- Woodsia
- Ichthyococcus
- Pollichthys
- Polymetme
- Vinciguerria
- Yarrella